# Herbert Stass
Herbert Stass (Oebisfelde, 1919. október 7. – Berlin, 1999. november 11.) német színész és szinkronszínész. Herbert Staskiewicz néven született. 1950 és 1999 között volt aktív.

## Filmszerepei
- 1947: … und über uns der Himmel
- 1950: Die Treppe
- 1955: Der 20. Juli
- 1958: Madeleine und der Legionär
- 1962: Die Revolution entläßt ihre Kinder
- 1962: Stück für Stück
- 1963: Jahre danach
- 1963: Der Unsichtbare
- 1963: Tod eines Handlungsreisenden
- 1963: Die Entscheidung
- 1964: Die Gardine
- 1964: Die Gerechten
- 1964: Tote ohne Begräbnis
- 1964: Sergeant Dower muß sterben
- 1965: Kandidat Cormoran
- 1965: Mariana Pineda
- 1965: Acht Stunden Zeit
- 1966: Endkampf
- 1966: Das Fahrrad
- 1966: Rasputin
- 1966: Der Mann aus Melbourne
- 1966: Der gute Mensch von Sezuan
- 1966: Judith
- 1966: Das heilige Experiment
- 1966: Das Quiller-Memorandum – Gefahr aus dem Dunkel
- 1967: Hochspannung
- 1967: Keine Angst vor Kolibris
- 1967: Reisepläne
- 1967: Die Flucht nach Holland
- 1967: Das ausgefüllte Leben des Alexander Dubronski
- 1968: Der Auftrag
- 1968: Der Tod im roten Jaguar
- 1969: Der Fall Liebknecht-Luxemburg
- 1970: Wie eine Träne im Ozean
- 1970: Recht oder Unrecht
- 1970: Interview mit Herbert K.
- 1970: Eine große Familie
- 1970: Schlagzeile: Mord
- 1972: Die Pueblo-Affaire
- 1972: Viola und Sebastian
- 1973: Gefährliche Partnerschaft
- 1974: Unter einem Dach
- 1974: Eiger
- 1974: Die unfreiwilligen Reisen des Moritz August Benjowski
- 1975: Im Werk notiert
- 1975: Tetthely (Tatort) tévésorozat, Die Rechnung wird nachgereicht c. epizód
- 1975: Sie kommen aus Agarthi
- 1975: Eine ganz gewöhnliche Geschichte
- 1975: Des Christoffel von Grimmelshausen abenteuerlicher Simplicissimus
- 1978: Wallenstein
- 1979: Beate S.
- 1979: A Buddenbrook ház (Die Buddenbrooks, tv-sorozat, rend. Franz Peter Wirth)
- 1979: Derrick, tv-sorozat, Merénylet Brunó ellen / Anschlag auf Bruno c. epizód
- 1979: Tetthely (Tatort) tévésorozat, Ein Schuß zuviel c. epizód
- 1980: Musik auf dem Lande
- 1980: Die Weber
- 1981: Der Bruch
- 1981: Familientag
- 1981: Tetthely (Tatort) tévésorozat, Im Fadenkreuz c. epizód
- 1982: Der kleine Bruder
- 1982: Es muß nicht immer Mord sein
- 1982: Leben im Winter
- 1983: Wer raucht die letzte?
- 1983: Martin Luther
- 1983: Satan ist auf Gottes Seite
- 1984: Két férfi, egy eset (Ein Fall für zwei), tévésorozat
- 1984: Die schöne Wilhelmine
- 1985: In Amt und Würden
- 1985: Derrick, tv-sorozat: A koszorúzás / Kranzniederlegung c. epizód
- 1986: Az Öreg (Der Alte) tévésorozat A merénylet / Das Attentat c. epizód.
- 1986: Sperrstunde
- 1986: Um jeden Preis
- 1986/1992: A nyomozó (Der Fahnder) tévésorozat, 2 epizód
- 1988: Die Fehler der anderen
- 1988: Berlini ügyvéd (Liebling Kreuzberg) tévésorozat Mások hibájából /  Die Fehler der anderen c. epizód
- 1989: Nichts geht mehr
- 1992: Endspiel
- 1992: Mord hat Vorrang
- 1994: Der Havelkaiser
- 1997: Zwischen den Feuern
- 1997: Zu viele Verdächtige
- 1998: Letzte Chance für Harry
- 1999: Der Killer
- 2000: Auge um Auge